# Baron Haden-Guest

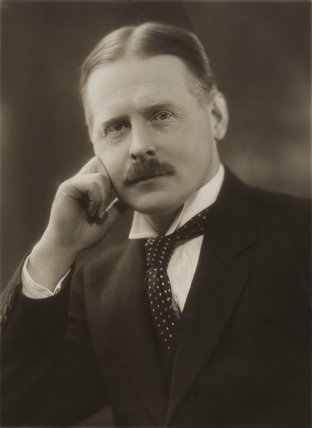
Leslie Haden-Guest, 1. Baron Haden-Guest

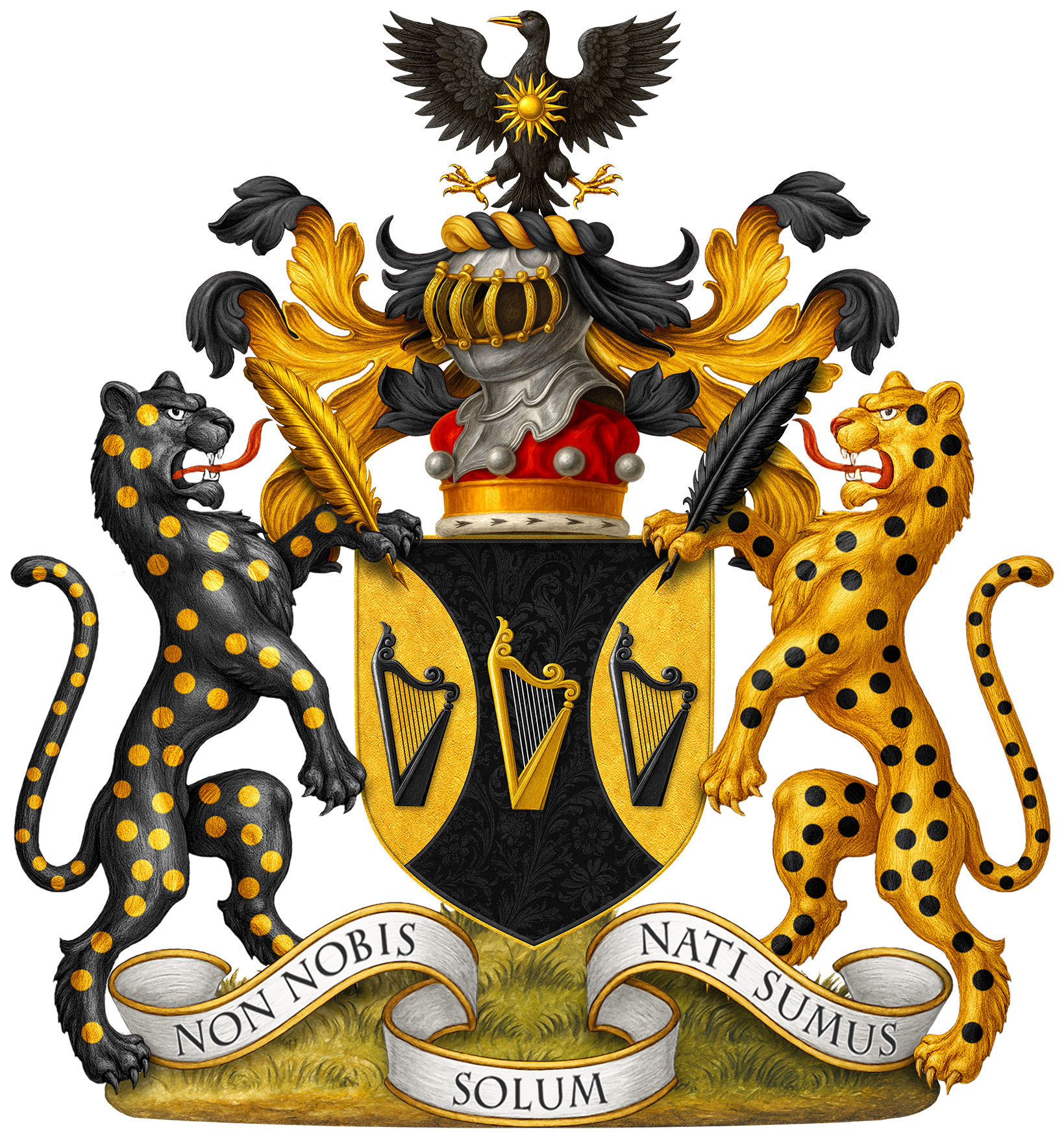
Wappen der Barone Haden-Guest

Baron Haden-Guest, of Saling in the County of Essex, ist ein erblicher britischer Adelstitel in der Peerage of the United Kingdom.

## Verleihung
Der Titel wurde am 2. Februar 1950 für den Labour-Politiker Leslie Haden-Guest geschaffen. Dieser war 1923 bis 1927 sowie erneut von 1937 bis 1950 Abgeordneter im House of Commons gewesen. Bei seiner ersten Wahl war er der erste jüdische Labour-Kandidat gewesen. Außerdem hatte er seit dem Burenkrieg in beiden Weltkriegen als Arzt im Royal Army Medical Corps gedient.
Der 2., 3. und 4. Baron waren jeweils Söhne des 1. Barons.

## Liste der Barone Haden-Guest (1950)
- Leslie Haden-Guest, 1. Baron Haden-Guest (1877–1960)
- Stephen Haden-Guest, 2. Baron Haden-Guest (1902–1974)
- Richard Haden-Guest, 3. Baron Haden-Guest (1904–1987)
- Peter Haden-Guest, 4. Baron Haden-Guest (1913–1996)
- Christopher Haden-Guest, 5. Baron Haden-Guest (* 1948)

Voraussichtlicher Titelerbe (Heir Presumptive) ist der jüngere Bruder des jetzigen Barons, Hon. Nicholas Haden-Guest (* 1951). Da dieser nur Töchter hat, wird der Titel nach heutigem Stand nach Tod beider erlöschen.

## Nicht erbberechtigte Personen
Der ältere Halbbruder des jetzigen Barons wurde unehelich geboren (born out of wedlock) und erbte daher beim Tode des Vaters den Titel nicht. Hieran änderte auch die Tatsache nichts, dass die Eltern später geheiratet haben.
Der jetzige Baron hat zwei Kinder. Diese sind ebenfalls nicht berechtigt, den Titel zu erben, da sie keine leiblichen Kinder sind, sondern adoptiert wurden. Seit 2004 sind adoptierte Kinder eines Peers jedoch befugt, die Höflichkeitsanreden zu führen, auf die Kinder des Peers ein Anrecht haben.